# Tim Burd
Timothy Burd, detto Tim (Greater Sudbury, 17 settembre 1955), è un attore canadese.

## Biografia
Nato a Greater Sudbury nell'Ontario, frequentò i corsi di studio presso la "Sherwood Oaks Film School" a Hollywood e presso la "HB Studio" a New York.
All’età di 15 anni si trasferì a Los Angeles
È noto per la sua apparizione come ospite nella serie TV Sidestreet e per vari ruoli in certi film del cinema.

## Filmografia

### Cinema
- The Ugly Little Boy, regia di Barry Morse (1977)
- Squilli di morte (Murder by Phone), regia di Michael Anderson (1982)
- Emergency Room, regia di Lee H. Hatzin (1983)
- City of Shadows, regia di David Mitchell (1987)
- Last Man Standing, regia di Damian Lee (1987)
- Bella da morire, regia di George Kaczender (1987)
- Furia omicida, regia di Graeme Campbell (1988)
- Heart of a Child, regia di Sandor Stern (1994)
- La neve cade sui cedri (Snow Falling on Cedars), regia di Scott Hicks (1999)
- Sulle tracce del serial killer (The Spreading Ground), regia di Derek Vanlint (2000)
- Glitter, regia di Vondie Curtis-Hall (2001)
- Resident Evil: Apocalypse, regia di Alexander Witt (2004)
- Looking For Angelina, regia di Sergio Navaretta (2005)
- Ice Age Columbus: Who Were the First Americans, regia di Nicolas Brown (2005)
- Saw II - La soluzione dell'enigma (Saw II), regia di Darren Lynn Bousman (2005)
- Saw III - L'enigma senza fine (Saw III), regia di Darren Lynn Bousman (2006)
- Saw V, regia di David Hackl (2008)
- Repo! The Genetic Opera, regia di Darren Lynn Bousman (2008)
- Stingy Jack, regia di Todd Langseth (2011)
- Septic Man, regia di Jesse Thomas Cook (2013)
- The Hexecutioners, regia di Jesse Thomas Cook (2015)

### Televisione
- The Diary of Evelyn Lau, regia di Sturla Gunnarsson (1997) - Film TV
- Harlan County War, regia di Tony Bill (2000)
- Odissey 5 - Serie TV (2002)
- Deacons for Defence, regia di Bill Duke (2003) - Film TV
- Perfect Strangers - Tutti i numeri dell'amore (Perfect Strangers), regia di Robin Shepperd (2004) - Film TV
- Alla corte di Alice (This Is Wonderland) - Serie TV (2004-2006)

## Doppiatori italiani
Nelle versioni in italiano dei suoi lavori, Timothy Burd è stato doppiato da:
- Luigi Ferraro in Saw II - La soluzione dell'enigma[1]